# Andrei Năstase
Andrei Năstase (n. 6 august 1975, Mîndrești, raionul Telenești, RSS Moldovenească, URSS) este avocat, activist civic și om politic, membru-fondator și lider al Platformei Civice Demnitate și Adevăr (DA), fost președinte și membru-fondator al Partidului „Platforma Demnitate și Adevăr” (PPDA). Fost Viceprim-ministru și Ministru al Afacerilor Interne al Republicii Moldova în Guvernul Maia Sandu.

## Biografie
Este fiul lui Andrei si Anna Năstase, născut pe data de 6 august 1975, în satul Mândrești, raionul Telenești. Din anul 1982 până în anul 1992 a învățat la școala din Mândrești, din 1992 până în 1993 a studiat la Facultatea de Istorie - Geografie a Universității "Stefan cel Mare" din Suceava, România, iar din 1993 până în 1997 a studiat la Facultatea de Drept a Universității „Alexandru Ioan Cuza” din Iași, România.

## Activitate profesională
Din 1997 până în 2000, Năstase a lucrat în calitate de procuror, angajat la Procuratura Transporturi Chișinău, inițial ca ajutor interimar, apoi ca asistent al procurorului de transport. Nu sunt disponibile prea multe informații despre activitatea sa în această funcție. Într-un răspuns trimis către RISE Moldova în urma unei anchete, Procuratura Generală a declarat că „în arhive au fost identificate unele documente întocmite de către asistentul procurorului de transport, Andrei Năstase, privind inspecțiile mai multor aspecte ale activității întreprinderilor de aviație civilă, inclusiv a întreprinderii de stat Air Moldova”. Potrivit răspunsului Procuraturii Generale, „deși, în urma controalelor, «au fost stabilite o serie de derogări în activitatea companiei Air Moldova (subordonată Administrației de Stat a Aviației Civile, condusă în acea perioadă de Victor Țopa), nu a fost luată nicio reacție a procurorului». 
Din 2000 până în 2002, Năstase a lucrat în calitate de director adjunct al Întreprinderii Mixte moldo-germane Air Moldova S.R.L. În această perioadă, Air Moldova a fost transformată din întreprindere de stat în întreprindere mixtă,   o procedură care a atras acuzații de ilegalitate din partea analistului politic Victor Gurău. Potrivit acestuia, acțiunile companiei au fost preluate de un așa-zis investitor străin, care nu avea conturi și nu îndeplinea condițiile minime pentru a constitui o întreprindere. Cu toate acestea, investigațiile ulterioare din partea guvernului moldovean nu au ajuns la aceleași concluzii. Restructurarea companiei a dus la o investiție de peste 2 milioane de dolari și alte 18,6 milioane de dolari pentru achiziționarea a două aeronave de tip Embraer  În 2002, după ce guvernul comunist a revenit la putere și a desfășurat o campanie agresivă de renaționalizare a mai multor întreprinderi, a naționalizat în mod abuziv Air Moldova, privând investitorii germani de participația lor ilegală. În urma deciziei de renaționalizare a companiei, autoritățile au fost nevoite să pompeze bani în întreprindere, ceea ce nu a ameliorat problemele financiare ale companiei. După prăbușirea guvernului comunist în 2009, compania a fost privatizată din nou de alți investitori.
Are licență de avocat din 15 noiembrie 2002. În calitate de avocat este cunoscut pentru apărarea în instanțele naționale și internaționale a investitorilor autohtoni și străini în R. Moldova, inclusiv a victimelor  regimului comunist Voronin și ale regimului oligarhic Plahotniuc. În această calitate a apărat interesele companiei germane Unistar, dar și pe cele ale oamenilor de afaceri Viorel și Victor Țopa, condamnați de justiția din Moldova pentru șantaj, delapidare, spălare de bani și falsificare de documente.

## Activitate politică
La începutul anului 2015, alături de mai mulți lideri de opinie, jurnaliști, juriști, politologi, ambasadori  ș.a. a participat la înființarea Platformei Civice Demnitate și Adevăr. Este unul din liderii mișcării protestatare din Moldova din septembrie 2015 și președintele Consiliului Marii Adunări Naționale (CMAN).
La 1 noiembrie 2015 este ales Președinte al Biroului Executiv al Grupului de Inițiativă constituit în vederea organizării referendumului republican de modificare a Constituției sub aspectul alegerii și demiterii directe a președintelui de către popor, limitarea imunității parlamentare și a numărului de deputați de la 101 la 71. A elaborat proiectele de legi care au fost ulterior expertizate și avizate pozitiv de către Curtea Constituțională.
În decembrie 2015 o parte din membrii Platformei Demnitate și Adevăr, inclusiv Andrei Năstase, în vederea implementării Proclamației Marii Adunări Naționale din 6 septembrie 2015 și a Rezoluției din 13 septembrie 2015, s-au alăturat Partidului Forța Poporului (PFP), și la congresul extraordinar al PFP din 13 decembrie 2015 formațiunea a fost redenumită în Partidul Platforma Demnitate și Adevăr, alese noile organe de conducere, iar Andrei Năstase a fost ales noul președinte al partidului.

### Alegeri prezidențiale 2016
La alegerile pentru funcția de primar al Chișinăului din 2018, după ce s-a clasat al doilea în primul tur cu 32,1%, Năstase a obținut 52,57% din numărul total de voturi în turul doi, învingându-l pe Ion Ceban (47,43%). Cu toate acestea, la 19 iunie 2018, alegerile au fost declarate nule pe motiv că ambii candidați au încălcat tăcerea electorală în ziua alegerilor, contrar prevederilor Codului electoral. Această practică de încurajare a oamenilor să voteze era, totuși, obișnuită în societatea moldovenească încă de la Independență și a fost un șoc pentru observatorii internaționali și localnici, stârnind critici internaționale și proteste la Chișinău.  Ca atare, mandatul primarului ales, Andrei Năstase, nu a fost validat de magistrații Judecătoriei sectorului Centru din Chișinău, decizie menținută la 21 iunie 2018 de către Curtea de Apel Chișinău,   precum și de către Curtea Supremă de Justiție (CSJ), care, la 25 iunie 2018, a dat verdictul final privind validarea rezultatelor alegerilor de la Chișinău.  La 29 iunie 2018, Comisia Electorală Centrală (CEC) a declarat nule și alegerile locale din capitală. Năstase a considerat decizia ca fiind motivată politic și a considerat că a fost comandată de Vladimir Plahotniuc. În urma acestei decizii, alegerile pentru funcția de primar al Chișinăului urmau să aibă loc în 2019, iar până atunci funcția urma să fie condusă de un primar interimar.
La 8 octombrie 2019, după criza constituțională din Republica Moldova, care a dus la plecarea oligarhilor Vlad Plahotniuc și Ilan Șor, Curtea de Apel Chișinău a validat mandatul lui Andrei Năstase, anulând hotărârea emisă de Judecătoria Chișinău care a anulat alegerile locale din 2018. La scurt timp, Năstase a demisionat din funcție, el fiind la acel moment ministru al Afacerilor Interne.  

### Alegeri locale în Chișinău 2018
La  alegerile locale Andrei Năstase a câștigat fotoliul de primar al Chișinăului. Potrivit datelor Comisiei Electorale Centrale, Năstase a acumulat 52.57 de procente din numărul total de voturi, iar contracandidatul său Ion Ceban - 47,43%.
Pe 19 iunie 2018 alegerile locale pentru fotoliu de primar au fost declarate nule pe motivul încălcărilor admise de ambii candidați, care au constatat în efectuarea agitației electorale în ziua alegerilor, contrar prevederilor Codului electoral. Mandatul primarului ales, Andrei Năstase, nu a fost validat de magistrații Judecătoriei Centru, Chișinău, decizie menținută, la 21 iunie 2018,  Curtea de Apel din Chișinău, precum și de Curtea Supremă de Justiție (CSJ), care, la 25 iunie 2018, a dat ultimul verdict în cazul validării rezultatelor alegerilor în Chișinău din 3 iunie.
Pe 29 iunie 2018  Comisia Electorală Centrală (CEC) a declarat nule alegerile locale desfășurate în capitală. Decizia a fost susținută cu votul a cinci membri. În urma acestei hotărâri, edilul Chișinăului urmează să fie ales la alegerile locale generale din 2019, iar primăria va fi condusă de un primar interimar.

## Viață personală
Năstase este căsătorit cu Angela Năstase și are trei copii. Fratele său, Vasile Năstase, este jurnalist, fost deputat în primul Parlament al Republicii Moldova și unul dintre semnatarii Declarației de Independență a Republicii Moldova. Năstase este finul de cununie al omului de afaceri Victor Țopa.

## Controverse
În calitate de avocat, este cunoscut pentru că a apărat diverși investitori autohtoni și străini în instanțele naționale și internaționale, cum ar fi compania germană Unistar, dar și pe cele ale oamenilor de afaceri Viorel și Victor Țopa. Acest lucru a fost folosit într-o campanie de defăimare de lungă durată împotriva lui Năstase, prezentându-i pe cei doi oameni de afaceri drept verișori fugari, deși cei doi nu au nicio legătură de rudenie. Campania de denigrare a fost realizată prin intermediul holdingurilor media deținute de oligarhul Vlad Plahotniuc. O investigație Rise face lumină asupra adevăratului motiv pentru care Plahotniuc a vrut ca Năstase să fie etichetat drept „Omul Țopilor”.  Viorel Țopa și Victor Țopa au fost deposedați ilegal de activele pe care le dețineau la Victoriabank de către Plahotniuc, apoi șantajați și forțați să se refugieze în Germania. Autoritățile germane refuză să îi extrădeze, argumentând că cazurile lui Topa sunt clasificate drept persecuție politică.
Presa deținută de Plahotniuc a scris că Fundația Open Dialog, condusă de activista Lyudmyla Kozlovska și care ar fi finanțată de omul de afaceri și politicianul kazah Muhtar Abliazov   a plătit biletele de avion spre Bruxelles pentru Năstase și Maia Sandu. Aceștia susțin că cei doi au beneficiat de finanțare din partea fundației fără a o declara în mod corespunzător. Kozlovska a fost persecutată politic de către PD-ul lui Plahotniuc, la care a renunțat ulterior după ce Plahotniuc a fugit din Moldova la pierderea majorității parlamentare în alegerile din 2019.
Potrivit declarațiilor făcute de liderul Partidului Liberal, Dorin Chirtoacă, Năstase ar fi prejudiciat Republica Moldova cu o pierdere de 7 milioane de euro.  El se referă la implicarea lui Andrei Năstase în privatizarea companiei de stat Air Moldova, prin care compania germană Unistar Ventures, care ar fi fost condusă de Victor Țopa, a achiziționat 49% din acțiunile companiei aeriene.  Este vorba, de fapt, de Andrei Năstase, care, în calitate de avocat al acestora și câștigând procesul la Curtea Europeană a Drepturilor Omului, a obligat moldovenii să restituie daunele materiale cauzate reclamanților.
La cererea lui Andrei Năstase, numit în funcția de ministru al Ministerului Afacerilor Interne, Gheorge Balan, fost judecător cunoscut pentru criticile sale la adresa corupției din sistemul judiciar din timpul lui Plahotniuc, a fost numit în calitate de șef interimar al Inspectoratului General de Poliție la prima ședință a noului Guvern, când Alexandru Pînzari a fost demis. Ulterior, Andrei Năstase l-a prezentat pe noul șef interimar al IGP, care și-a invitat subalternii în Parlament.  La scurt timp, Năstase a confirmat că el și Gheorghe Bălan se află în relații de afinitate (unul dintre mai mulți nași), dar că este calificat să continue ca șef interimar până la finalizarea procesului de recrutare. La scurt timp după aceea, Cabinetul Sandu a fost votat, ceea ce a avut un efect de antrenare în toate numirile din instituție.     Gheorghe Bălan a recunoscut că el și Andrei Năstase sunt în relații de afinitate (sunt nași de cununie).    Ministrul nou numit al Afacerilor Interne a declarat presei „că afinitatea pe care o are domnul Bălan nu a avut nimic în comun cu numirea sa în funcția de șef interimar al IGP... în scurt timp va fi organizat un concurs”.  
La 21 februarie 2019, Andrei Năstase și candidații blocului electoral ACUM, atât pe circumscripția națională, cât și pe cea uninominală, au semnat angajamentul public potrivit căruia după alegerile parlamentare din 24 februarie 2019 nu vor face nicio coaliție cu Partidul Socialiștilor, Partidul Democrat și Partidul Șor, iar dacă acest angajament va fi încălcat, demisionează din mandatul de deputat. După ce PAS a luat decizia unilaterală de a se coaliza cu PSRM pentru a-l înlătura pe Plahotniuc, Platforma DA a acceptat să accepte voturile PSRM pentru Cabiet Sandu, dar a insistat asupra unui șir de angajamente publice și a unui pachet de legi anti-oligarhice.    
În anul 2022, Andrei Năstase a fost dat afară din Partidul Platforma Demnitate și Adevăr (PPDA).